# مالکا ریبوفسکا
مالکا ریبوفسکا (لهستانی: Malka Ribowska؛ ۲۰ مه ۱۹۳۱ – ۵ سپتامبر ۲۰۲۰) بازیگر لهستانی-فرانسوی بود.
از فیلم‌هایی که وی در آنه نقش داشته‌است می‌توان به پاریس از آن ماست، یکشنبه‌ها و سیبل، سه تفنگدار و دو مرد در شهر اشاره کرد.